# Шукуров, Алимардон Абиталипович
Алимардон Абиталипович Шукуров (кирг. Алимардон Шүкүров; род. 28 сентября 1999, Кенеш, Чуйская область) — киргизский футболист, полузащитник клуба «Торпедо-БелАЗ» и сборной Кыргызстана.

## Карьера

### Начало карьеры
Воспитанник клуба «Абдыш-Ата» и клубного филиала в с. Кенеш. С 2017 года выступает за основной состав «Абдыш-Аты». В сентябре 2017 года был на просмотре в узбекском «Пахтакоре», а летом 2018 года — в Испании. Летом 2019 года перешёл в турецкий «Болуспор», подписав контракт по схеме «2+1». Дебют в Первой лиге Турции состоялся 23 августа 2019 года в матче против «Адана Демирспор» (0:0).

### «Неман» Гродно

#### Сезон 2021
В феврале 2021 года перешёл в белорусский клуб «Неман» из Гродно. Дебютировал за клуб 21 марта 2021 года против «Слуцка». В матче 7 августа 2022 года в рамках Кубка Беларуси футболист отличился дублем из результативных передач против «Энергетика-БГУ», тем самым помог своему клубу выйти в 1/4 финала турнира. Первый гол забил 22 августа 2021 года против «Минска». По итогу 2021 года стал лучшим игроком Кыргызстана. По окончании сезона в активе футболиста было 2 забитых гола и 4 результативные передачи.

#### Сезон 2022
В марте 2022 года первый матч сыграл 7 марта в рамках Кубка Беларуси против могилёвского «Днепра». Первый матч в Высшей Лиге сыграл 19 марта 2022 года против жодинского «Торпедо-БелАЗ». Первым результативным действием отличился 10 апреля 2022 года в матче против брестского «Динамо», отдав результативную передачу. Свой первый гол в сезоне забил 30 октября 2022 года в матче против «Гомеля». По итогу сезона футболист стал лучшим ассистентом клуба в Высшей Лиге с 6 результативными передачами, также записав на свой счёт забитый гол. В конце 2022 года к футболисту стали проявлять интерес борисовский БАТЭ и российский клуб «Химки». В декабре 2022 года появилась информация, что футболист перейдёт в «Химки». Вскоре агент игрока сообщил, что игрок отправился на сборы с российским клубом, однако также сообщил, что на тот момент речи о подписании контракта не идёт. Затем агент игрока сообщил, что «Неман» и «Химки» вступили в стадию переговоров по поводу трансфера футболиста.

#### Сезон 2023
В январе 2023 года футболист вернулся в распоряжение гродненского клуба. В феврале 2023 года футболист окончательно на сезон остался в гродненском «Неман». Новый сезон начал 5 марта 2023 года в матче Кубка Беларуси против «Витебска». В ответном четвертьфинальном матче 12 марта 2023 года победил витебский клуб и вышел в полуфинал Кубка Беларуси. Первый матч в чемпионате сыграл 2 апреля 2023 года против солигорского «Шахтёра». В матче 29 апреля 2023 года против минского «Динамо» футболист после столкновения с Фёдором Лапоуховым потерял сознание и покинул поле на машине скорой помощи. Лапоухов получил прямую красную карточку, а впоследствии посетил пострадавшего в больнице и извинился за стык. Первый свой матч после возвращение в распоряжение клуба сыграл 10 июня 2023 года против мозырской «Славии», выйдя на замену на 56 минуте. Первыми голами в сезоне отличился 24 июня 2023 года вы матче против «Слуцка», записав на свой счёт дубль. Футболист был признан лучшим игроком 13 тура Высшей Лиги. В июле 2023 года футболист вместе с клубом отправился на квалификационные матчи Лиги конференций УЕФА. Первый матч в рамках еврокубкового турнира сыграл 13 июля 2023 года против лихтенштейнского клуба «Вадуц», также отличившись забитым победным голом. Во втором квалификационном раунде по итогу матчей одержал победу над мальтийским клубом «Бальцан» и вышел в следующий этап. В рамках третьего квалификационного раунда футболист вместе с клубом уступил словенскому клубу «Целе» и закончил своё выступление в рамках еврокубкового турнира. По итогу сезона футболист стал серебряным призёром чемпионата. В декабре 2023 года появилась информация об интересе к игроку российских и венгерских клубов. Клуб хотел сохранить игрока, но из-за ограничений регламента не сумел предложить ему лучшие условия. Вскоре футболист сообщил об уходе из клуба. В общей сложности провел за «Неман» 72 матча в чемпионате страны, в которых оформил 6+13 по системе «гол+пас». В межсезонье пытался трудоустроиться в Чехии, но из-за проблем с получением визы переход не состоялся. В первый раз был получен отказ, во второй — затянулась процедура.

### «Торпедо-БелАЗ»
В феврале 2024 года появилась информация, что футболист близок к переходу в клуб из венгерского чемпионата, однако, если переход не состоится, то тот может вернуться в гродненский «Неман». В марте 2024 года футболист на правах свободного агента перешёл в жодинское «Торпедо-БелАЗ». В феврале 2025 года подписал новый контракт с клубом из Жодино.

## Международная карьера
В 2013 году выступал за юношескую сборную до 16 лет. В 2017 году играл за сборную до 19 лет, 31 октября в отборочном турнире чемпионата Азии 2018 в игре с Непалом сначала отдал голевую передачу Гульжигиту Борубаеву, а затем уже сам забил в ворота соперника, установив окончательный счёт 2:0. В 2018 году участвовал в матчах молодёжной сборной в отборочном турнире на чемпионат Азии.
В национальной сборной Кыргызстана дебютировал в 18-летнем возрасте, 14 ноября 2017 года в матче против Макао, заменив на 92-й минуте Антона Землянухина.
10 октября 2019 года в матче квалификации на чемпионат мира 2022 против Мьянмы Шукуров забил два гола и стал самым молодым автором дубля в истории сборной Кыргызстана. Матч в итоге завершился поражением Мьянмы с разромным счётом (7:0). 25 марта 2025 года отыграл весь матч отборочного турнира ЧМ-2026 против сборной Катара, получил желтую карточку, а в концовке встречи забил гол с передачи Гулжигита Алыкулова, с которым ранее выступал в «Немане». Сборная Кыргызстана одержала победу со счетом 3:1.